# Akashakroniek
De Akashakroniek, van het Sanskriet akasha (ether, hemel of uitspansel), is een van oorsprong hindoeïstische opvatting over het bestaan van een allesdoordringend medium, 'ether' genoemd of het 'vijfde element' waar de term kroniek in de theosofie aan toegevoegd is. In deze kroniek zouden alle gebeurtenissen die ooit hebben plaatsgevonden, elke gedachte en emotie voorgoed bewaard worden in een 'astraal licht'. In de loop van de geschiedenis van het occultisme hebben een aantal zieners beweerd toegang te hebben tot deze kroniek. Onder invloed van de theosofie wordt ook aan creatieve mensen dit vermogen toegeschreven om te kunnen putten uit bronnen die voor anderen ontoegankelijk blijven. Het concept vertoont gelijkenis met het collectief onbewuste van Jung en met het kosmische, collectief bewustzijn.

## Oorsprong
De kronieken, die alle kennis aan menselijke ervaringen zouden bevatten, worden volgens deze opvatting 'gedrukt' in een substantie die zoiets als 'weerklinkende ether' wordt genoemd. In de Hindoe mystiek wordt deze Akasha beschouwd als het eerste principe van de natuur waaruit de andere vier: vuur, lucht, water en aarde, worden geschapen, maar zonder het begrip 'kroniek' daarbij te hanteren. Deze vijf principes vertegenwoordigen ook de vijf klassieke zintuigen van de mens.

## Theosofische beweging
In de 19e eeuw werd dit concept geïntegreerd binnen de theosofische leer. Een aantal figuren uit deze beweging en uit die van de antroposofie beweerden toegang te hebben gekregen tot de Akashakroniek(en): Charles Webster Leadbeater, Annie Besant, Alice Bailey, Samael Aun Weor, Manly P. Hall, Lilian Treemont, Dion Fortune, George Hunt Williamson, Rudolf Steiner, Max Heindel, Madam Helena Petrovna Blavatsky, Edgar Cayce en Michael J. Dickens. Het bestaan van de akashakroniek zou volgens aanhangers fenomenen als helderziendheid, voorspelling en andere vormen van psychische perceptie kunnen verklaren. Helena Blavatsky omschrijft 'Akasha' in haar 'Isis Ontsluierd' als volgt:
Âkâsha is een Sanskriet woord dat uitspansel betekent: maar het duidt ook het onweegbare en onaantastbare levensbeginsel - het astrale en het hemelse licht tezamen verenigd - aan, welke twee de wereldziel vormen, en de ziel en de geest van de mens uitmaken.— Isis Ontsluierd, hoofdstuk V [140]
Zij somt ook een aantal benamingen op als refererend aan een en dezelfde zaak. Zo zouden onder meer 'de Akasha van de hindoe-adepten', 'het astrale licht van Éliphas Lévi', 'het heilige vuur van Zoroaster' en 'het braambos van Mozes' naar hetzelfde verwijzen. Volgens haar vormde de Akasha als astraal licht ook de Anima Mundi. Zij identificeert Akasha met het vijfde universele kosmische beginsel, (waarvan Ether de grofste vorm is). 'In haar hoger aangezicht is zij de Ziel van de Wereld, in haar lager De Vernietiger.'

## William Butler Yeats' opvatting

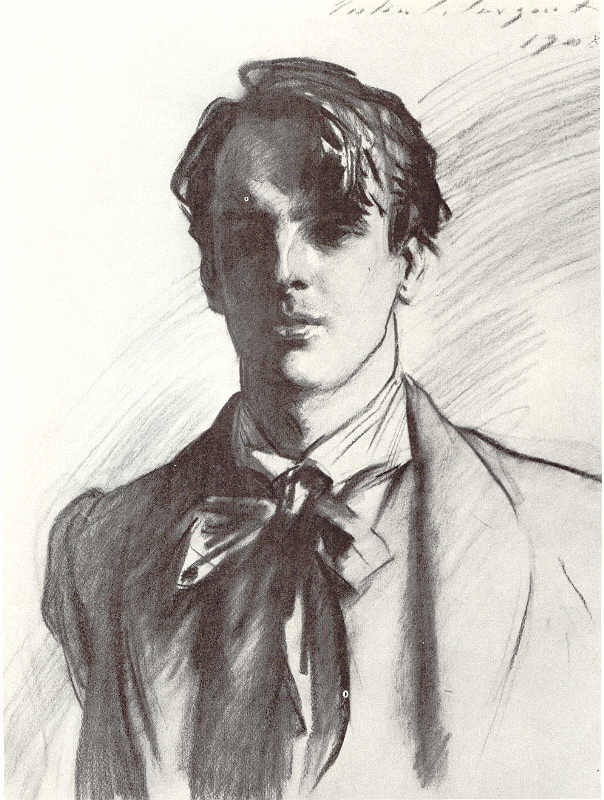
W.B. Yeats

William Butler Yeats, de Ierse visionair en dichter, maakte korte tijd deel uit van de Orde van de Golden Dawn. Hierbij kwam hij in aanraking met de leerstellingen van Samuel Liddell MacGregor Mathers over de kabbala. Jaren vóór C.G. Jung formuleerde hij naar aanleiding van zijn occulte studie zijn geloof in het bestaan van iets dat Jung later het collectief onbewuste zou noemen. Yeats noemde het ofwel anima mundi, ofwel 'racial memory' (raciaal geheugen, waarbij de mens als ras wordt gezien). Hij beschreef het als een soort geheugen dat werkt met symbolen (zie Jungs 'archetypen') en waar je toegang tot krijgt door je geest te 'stillen'. (Hushing the unquiet mind) Hij achtte ook primitieve volken in staat om via magie uit die 'Great Mind' of 'Great Memory' te putten en daardoor genezingen te kunnen verrichten. Net zoals Aldous Huxley in 'The Doors of Perception' zei, dacht Yeats dat het gebruik van mescaline en andere drugs dit proces zou faciliteren.

## Toegang tot de Akasha
Aanhangers van het geloof in de Akasha stellen dat er verschillende manieren zijn om toegang te krijgen tot deze bron van het verleden, de toekomst en alle menselijke kennis. In het algemeen komt het neer op het bewerkstelligen van een veranderde bewustzijnstoestand die met verschillende technieken of middelen tot stand kan komen: onder meer door middel van meditatie, yoga, gebed, visualisatie, trance, drugs.

## Andere benamingen
Universele ether (Blavatsky), het astrale licht, het siderische licht (Paracelsus), wereldziel of anima mundi (Plato), collectief onbewuste (C.G. Jung), alkahest of het universele oplosmiddel (alchemie), 'Great Memory' of 'Racial Memory (W.B. Yeats), 'Reflecterende Ether' (Eliphas Levi), 'Æther of the Wise' of 'Yesod' (Dion Fortune)

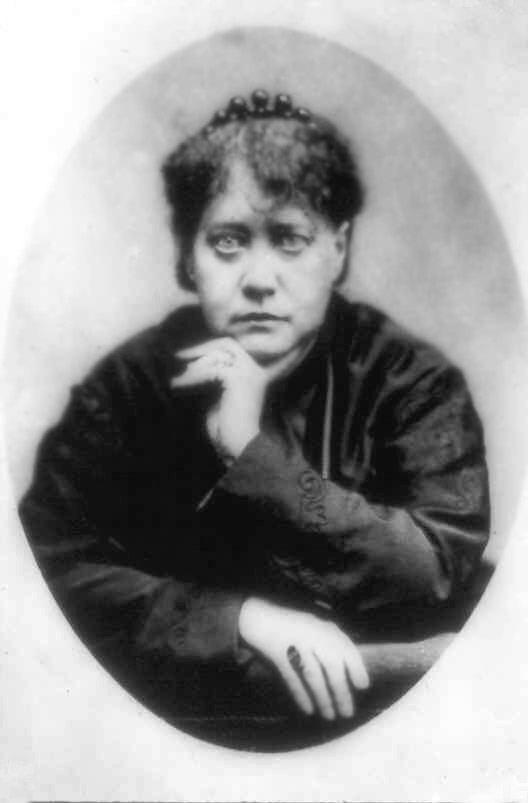
Helena Blavatsky

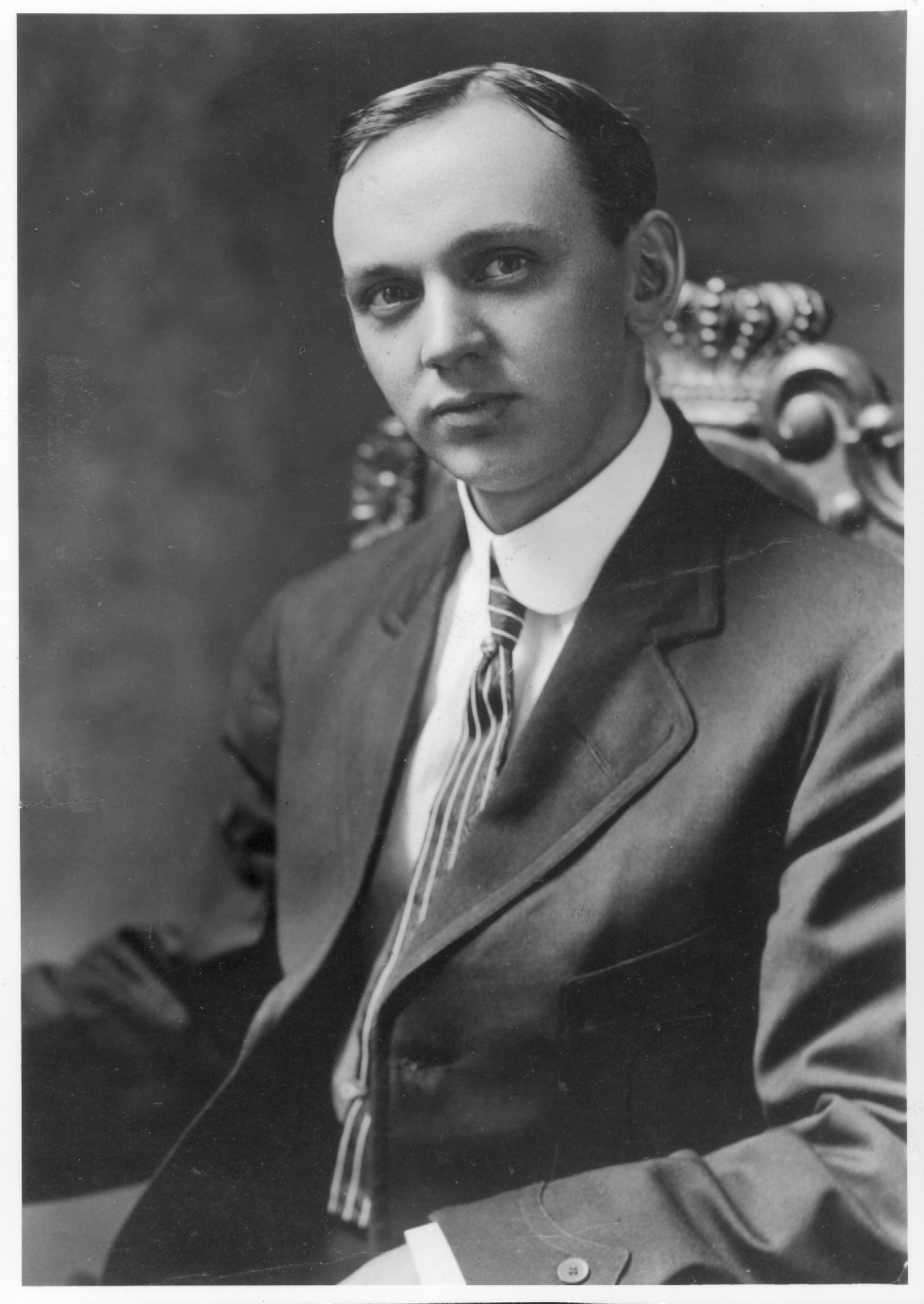
Edgar Cayce